# Grass Ain't Greener
"Grass Ain't Greener" é uma canção do cantor americano Chris Brown lançada em 5 de maio de 2016 como o primeiro single de seu oitavo álbum de estúdio, Heartbreak on a Full Moon. A canção foi escrita por Brown e Prince Chrishan, e produzida por Nikhil.
"Grass Ain't Greener" é uma música de R&B alternativo mid-tempo, com influências de Trap e que explora temas de rompimento e desconfiança em relacionamentos.
A canção teve uma recepção positiva dos críticos musicais, que elogiaram sua produção lírica e o desempenho geral de Brown. Alguns notaram isso como a primeira introdução de Brown ao "Dark R&B". A canção obteve sucesso moderado, sendo certificada como platina nos Estados Unidos pela Recording Industry Association of America (RIAA), platina na Austrália pela Australian Recording Industry Association (ARIA) e prata no Reino Unido pela British Phonographic Industry (BPI).

## Paradas

### Paradas Semanais
| Chart (2016)                                       | Posição |
| -------------------------------------------------- | ------- |
| Australia (ARIA)                                   | 97      |
| Australia Urban (ARIA)                             | 11      |
| Reino Unido (UK Singles Chart)                     | 100     |
| Reino Unido (OCC UK R&B)                           | 31      |
| Estados Unidos (Billboard Hot 100)                 | 71      |
| Estados Unidos (Billboard R&B/Hip-Hop Songs)       | 23      |
| Estados Unidos (Billboard Hot R&B/Hip-Hop Airplay) | 15      |
| Estados Unidos (Billboard Rhythmic)                | 40      |